# رافاييل دييغو دي سوزا
رافاييل دييغو دي سوزا (بالبرتغالية: Rafael Diego de Souza‏) هو لاعب كرة قدم برازيلي في مركزي الدفاع وقلب الدفاع، ولد في 8 يوليو 1986 في بورتو أليغري في البرازيل. لعب مع أتلتيكو غويانيينسي ونادي أفاي لكرة القدم ونادي اتحاد كلباء ونادي جوفنتودي ونادي جوينفيل ونادي لوغانو.

## وصلات خارجية
- رافاييل دييغو دي سوزا على موقع قاعدة بيانات كرة القدم.إي يو (الإنجليزية)
- رافاييل دييغو دي سوزا على موقع Soccerway.com (الإنجليزية)